# ジャック・ブラザースの迷路でヒーホー!
『ジャック・ブラザースの迷路でヒーホー!』（ジャック・ブラザースのめいろでヒーホー）は、1995年9月29日にアトラスより発売されたバーチャルボーイ用のコンピュータゲームソフト。北米でのタイトルは『Jack Bros.』
同社の女神転生シリーズに登場する雪だるまのような姿をした「ジャックフロスト」、カボチャの頭をした「ジャックランタン」、コートを着たガイコツのような「ジャック・リパー」が登場するステージクリア型のアクションゲーム。

## ゲームシステム
ステージ内に散らばった鍵を全て集めると下のフロアに進める。左上の残り時間が体力に相当し、敵やトラップの攻撃を受けると残り時間が減ってしまう。残り時間は時計を取ると、中に書かれている数字の分だけ回復する。
隠された出口から落ちるとシークレットボーナスをもらえる。
その他にもスライム、ポルターガイスト、グレムリン、ネコマタなど女神転生シリーズの悪魔たちが敵キャラとして多数登場する。
セーブ機能はなく、パスワードコンティニュー方式。

## その他
同社の「デビルサマナー ソウルハッカーズ」に登場した「ランタン・パネル」「フロスト・パネル」「リパー・パネル」という、スキンはこのゲームのイラストが元になっている。